# William Henry Vanderbilt
William Henry "Billy" Vanderbilt (Sinh ngày 8- 5- 1821 và mất ngày 8- 12- 1885) là một doanh nhân và một nhà từ thiện người Mỹ. Ông là con trai cả của  Cornelius Vanderbilt, ông cũng là người thừa kế tài sản và là một nhân vật lỗi lạc trong đại gia đình Vanderbilt. Ông trở thành người Mỹ giàu có nhất sau khi được kế thừa gia sản của cha vào năm 1877 và cho đến tận khi mất vào năm 1885, để lại phần lớn tài sản cho người vợ và các con, đặc biệt là hai cậu con trai Cornelius II và William. Ông đã được thừa kế gần 100 triệu đô từ người cha quá cố. Nhưng số tiền ấy đã được nhân lên gấp đôi tính đến năm William mất 9 năm sau đó. 